# Stratiomyidae
Gli stratiomidi o straziomidi (Stratiomyidae Latreille, 1802) sono una famiglia di insetti dell'ordine dei Ditteri (Brachycera: Stratiomyomorpha). Largamente diffusa in tutte le zone zoogeografiche, la famiglia comprende, secondo le fonti, 1500-2000 specie.

## Etimologia
Il nome di questi insetti deriva dal greco, dalla combinazione delle parole στρατιώτες (stratiôtês, "soldato") e μύς (mys, "mosca"). In inglese, gli stratiomidi sono comunemente chiamati soldier flies ("mosche soldato"), in tedesco waffenfliegen ("mosche armate").
Per quanto concerne la lingua italiana, nella stesura del lemma Ditteri, DUMÉRIL (1832) usò i nomi comuni termini "stratiomidi" e "mosche armate" nel Dizionario delle Scienze Naturali. TREMBLAY (1986) ricorre al nome "straziomidi", derivato dall'aggettivo latino stratioticus ("militare"), e cita come nomi comuni "mosche militari" e "mosche armate". In genere, nelle pubblicazioni formali sono usati i nomi derivati dall'adattamento linguistico sia della radice greca sia della radice latina. Meno frequente è l'uso dei termini "mosca armata" o "mosca militare", mentre spesso, nel linguaggio informale, si ricorre al termine "mosca soldato", evidentemente tradotto dal nome comune inglese.
La ragione del nome è incerta. Una versione associa l'aspetto degli adulti di molte specie, caratterizzate da una livrea colorata e dall'addome pigmentato a strisce trasversali, alle uniformi militari, un'altra alla frequente presenza, sempre negli adulti, di caratteristici processi spinosi nello scutello. In effetti, DUMÉRIL, fa esplicito riferimento, per spiegare il nome di "mosca armata", alle spine scutellari.

## Descrizione
Nella famiglia si riscontra una certa eterogeneità morfologica. Gli adulti sono insetti di piccole, medie o grandi dimensioni, con corpo lungo da 2 mm, nelle specie più piccole, a 30 mm in quelle più grandi, a volte slanciato a volte tozzo e robusto. Il tegumento può essere densamente peloso, specie nel torace, ma non sono presenti setole. Notevole è la variabilità delle livree, che in genere presentano contrasti di colore tra il nero e il giallo o altri colori. Spesso sono presenti regioni con colori metallici blu, verdi o porpora. Frequente è l'aposematismo con l'imitazione di imenotteri della famiglia dei Vespidae.
Il capo è largo, dicoptico nelle femmine e generalmente oloptico nei maschi, con occhi comunque ben sviluppati. Le antenne hanno forme variabili dal tipo clavato, con flagello anulato, tipico dei Brachiceri inferiori, al tipo aristato, con gli ultimi due flagellomeri sottili e indistinti; il secondo antennomero (pedicello) è generalmente allungato ed è sormontato da un flagello composto da 5-8 segmenti (flagellomeri). Apparato boccale generalmente ben conformato e funzionale, di tipo lambente-succhiante, con labbro inferiore terminante con un labello carnoso, ma a volte atrofico o non funzionale.
Il torace è caratterizzato dalla presenza, nella generalità della famiglia, di processi tegumentali spinosi sullo scutello, il cui numero e la cui forma sono elementi di determinazione tassonomica. Le zampe sono prive di speroni nelle tibie anteriori e medie. Le ali sono membranose, in fase di riposo ripiegate orizzontalmente sull'addome e reciprocamente sovrapposte.
L'addome ha varie conformazioni, più o meno oblungo oppure largo e appiattito. Spesso presenta pigmentazioni zonali a bande alternate, con contrasti di colore fra il nero e il giallo. Talvolta sono presenti due caratteristiche macchie simmetriche disposte sul primo tergite. Le femmine hanno cerci ubicati ai lati del 10º urite.
| |  |
| Nervature alari nella generalità degli stratiomidi (in alto a sinistra e a destra) e nei Chiromyzinae (a lato) Nervature longitudinali: C: costa; Sc: subcosta; R: radio; M: media; Cu: cubito; A: anale. Nervature trasversali: h: omerale; r-m: radio-mediale; m-m: mediale; m-cu: medio-cubitale. Cellule: d: discale; cup: cellula cup. |  |

La nervatura alare degli stratiomidi è caratterizzata dalla conformazione della radio e della cellula discale, caratteri che ne consentono una facile identificazione. La costa non si estende oltre l'apice dell'ala e la subcosta è breve e strettamente appressata. Il carattere più evidente è la marcata sclerificazione delle nervature radiali, più evidenti delle altre. La ramificazione è quella ricorrente nella maggior parte degli stratiomyomorpha, con settore radiale originante due rami, di cui il primo, R2+3, è indiviso e il secondo si biforca in R4 e R5. Fanno eccezione i Chiromyzinae, nei quali anche il ramo R4+5 resta indiviso. Tutti i rami della radio confluiscono sulla costa prima dell'apice dell'ala, perciò l'ala degli stratiomidi appare con le nervature radiali marcatamente ravvicinate al margine costale in avanti.

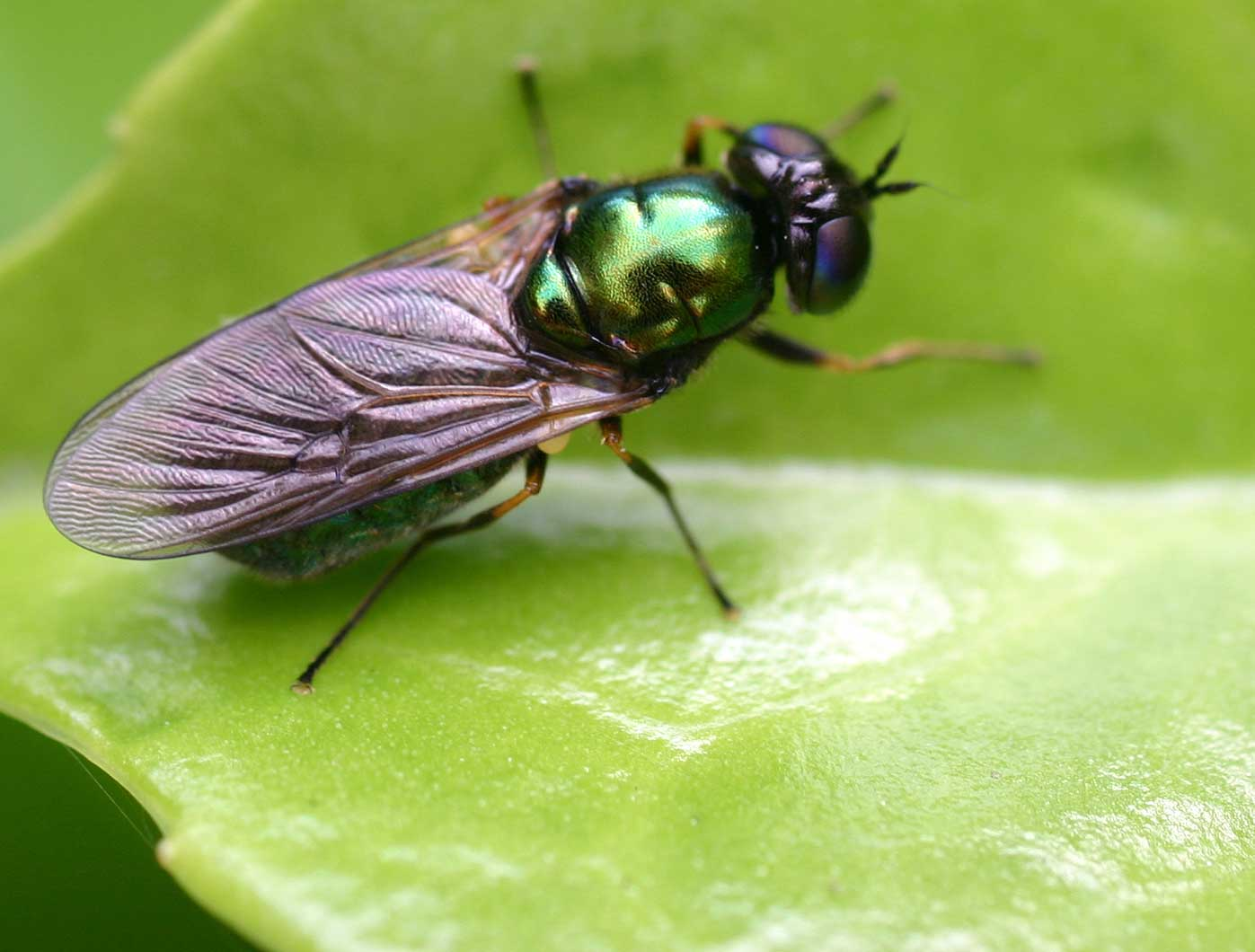
Femmina di Chloromyia speciosa.

La seconda caratteristica della morfologia alare risiede nella conformazione della cellula discale: questa appare di piccole dimensioni, generalmente isodiametrica e spostata nella zona remigante anteriore, più vicina al margine costale di quanto usualmente si verifica nella maggior parte dei Brachiceri. La ramificazione della media differenzia nella famiglia due tipi fondamentali: uno presenta quattro rami distinti e una vena trasversa mediale (m-m), l'altra presenta tre soli rami, per fusione di M2 e M3. La cellula discale perciò è collegata al margine dell'ala da tre o quattro nervature. I rami della media sono meno marcati rispetto alle nervature radiali e possono anche essere incompleti nel tratto terminale.
Le nervature posteriori hanno una morfologia sostanzialmente simile a quella degli altri Stratiomyomorpha, con tratto terminale della fusione A+CuA1 breve e vertice distale della cellula cup prossimo al margine.
La larva è apoda ed eucefala, con corpo cilindrico-fusiforme, depresso in senso dorso-ventrale, marcatamente segmentato. Le dimensioni della larva matura sono variabili, secondo le specie, da poco meno di 1 cm di lunghezza fino a 3–5 cm. Il capo è molto più sottile del torace, parzialmente infossato in esso, l'addome è progressivamente più stretto. Il tegumento è fortemente sclerotizzato con cuticola contenente inclusioni di carbonato di calcio con cristalli esagonali che formano una caratteristica microscultura.

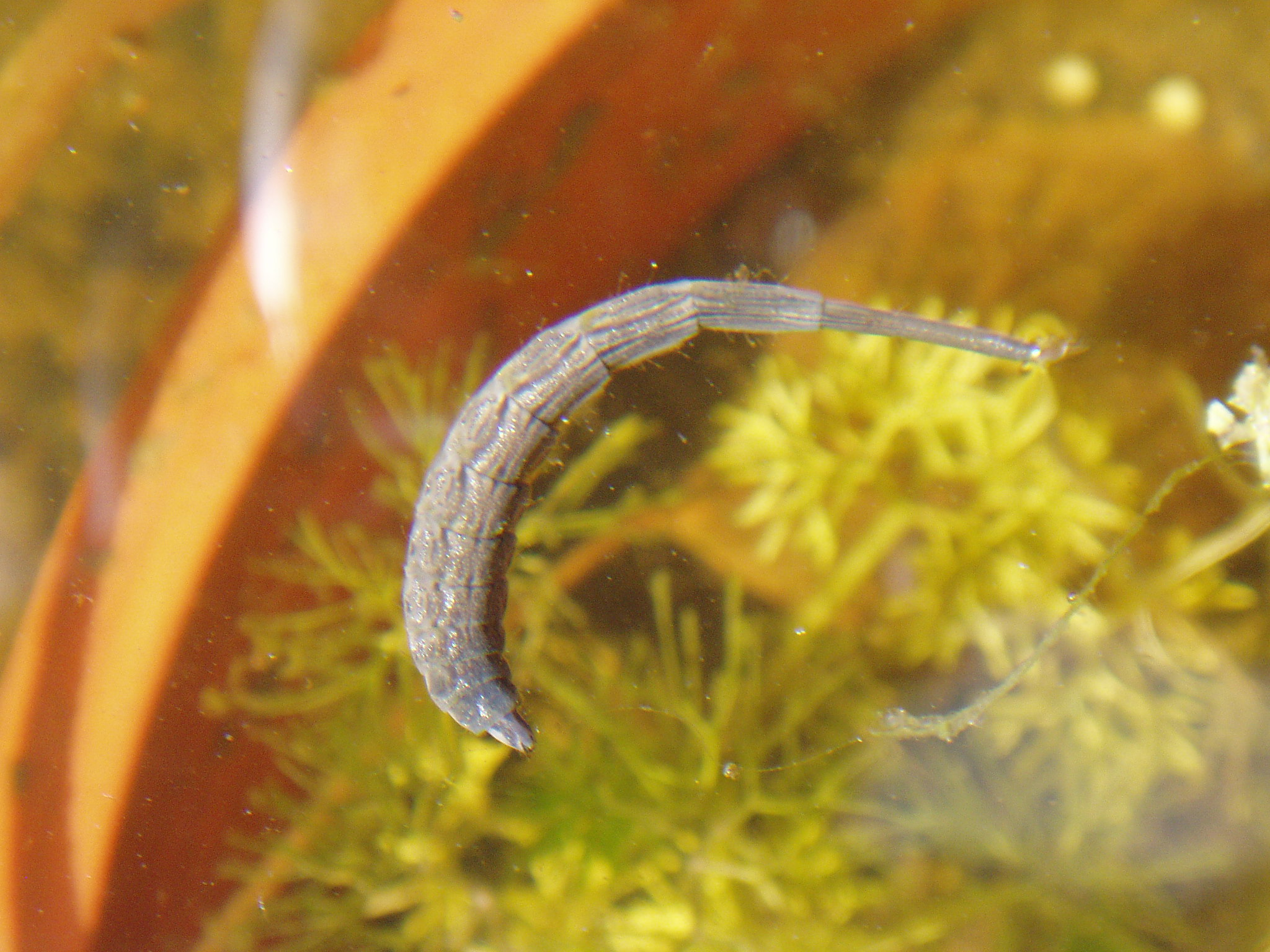
Morfologia della larva nel tipo acquatico.

Nelle forme acquatiche, l'ultimo urite è sottile e più o meno allungato e simula un tubo respiratorio terminante con un ciuffo di setole idrofughe, sfruttato dalla larva per attingere all'aria della superficie restando sommersa.
La pupa si evolve all'interno dell'exuvia dell'ultimo stadio larvale, caratteristica comune a tutti gli Stratiomyomorpha. L'impupamento all'interno dell'exuvia larvale costituisce un caso di convergenza evolutiva con i Cyclorrhapha, nei quali avviene la formazione di un vero e proprio pupario.

## Biologia
Le larve degli stratiomidi sono caratterizzate da una notevole varietà di comportamenti ed habitat. Fondamentalmente si distinguono in due tipi, uno ad habitat acquatico o semiacquatico, l'altro ad habitat terrestre ma in genere associato ad una certa umidità. Il regime dietetico è prevalentemente saprofago, ma le forme acquatiche si nutrono anche di alghe. Ricorre inoltre, anche se poco frequente, la zoofagia, associata alla predazione, e la fitofagia.

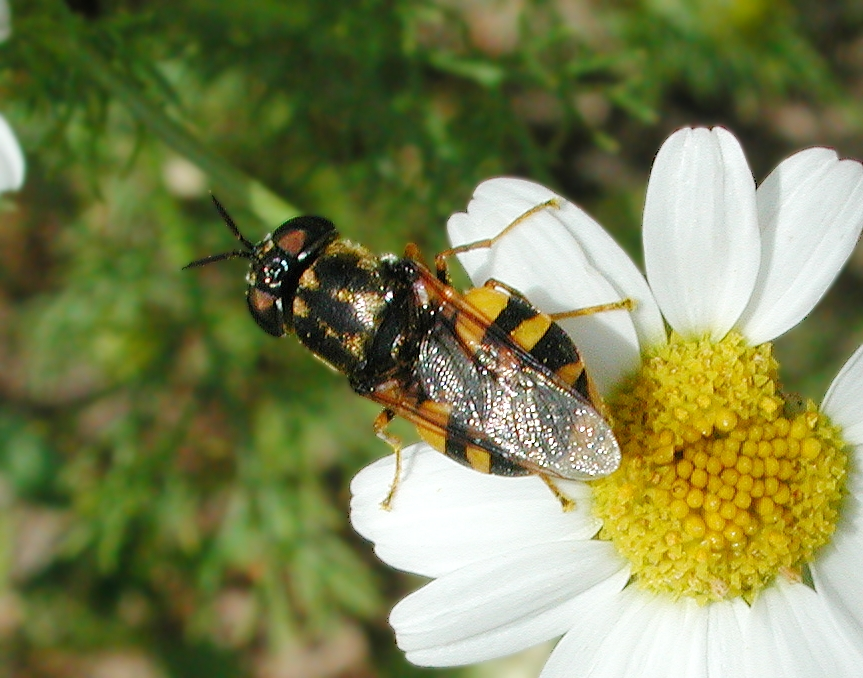
Femmina di Odonthomyia sp.

Le larve acquatiche sono talvolta caratterizzate da una particolare specificità in merito all'habitat. Ad esempio, diverse specie sono igropetiche e colonizzano le rocce ricoperte da un sottile velo di acqua corrente, altre si rinvengono in acque salmastre, altre ancora in acque termali. In generale colonizzano acque stagnanti o anche corsi d'acqua in prossimità delle sponde, più ricche di vegetazione, alghe e detriti.
Le larve terrestri si rinvengono in substrati organici in decomposizione, sia vegetali sia animali, negli escrementi, nei suoli umidi e nelle lettiere, nella corteccia degli alberi, ecc.
Gli adulti sono glicifagi e frequentano i fiori per nutrirsi di nettare, oppure non si nutrono dedicando la loro breve vita alla riproduzione. A differenza di altri ditteri saprofagi, gli adulti degli stratiomidi non hanno rapporti con il substrato di crescita delle larve, fatta eccezione per la fase di ovideposizione.
Lo sviluppo larvale si svolge con un numero variabile di mute, secondo la specie, fino a 10 stadi larvali. Particolarmente noto è lo sviluppo postembrionale di Hermetia illucens, le cui larve si sviluppano attraversano 6 stadi.

## Sistematica e filogenesi

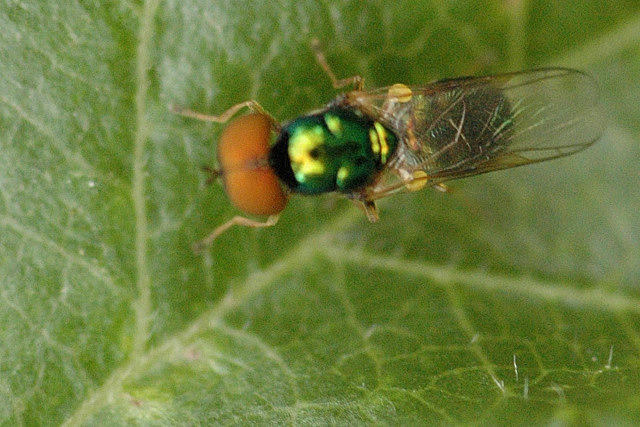
Maschio di Microchrysa sp.

Gli stratiomidi sono strettamente correlati alla famiglia degli Xylomyidae per l'esistenza di 10 sinapomorfie e formano un clade monofiletico con la famiglia dei Pantophthalmidae, ad essa correlato per l'esistenza di 5 sinapomorfie.
|  | \| \| Stratiomyidae \| \| \| \| \| \| Xylomyidae \| \| \| \| |
|  |                                                              |
|  | Pantophthalmidae                                             |
|  |                                                              |
|  | Stratiomyidae                                                |
|  |                                                              |
|  | Xylomyidae                                                   |
|  |                                                              |

|  | Stratiomyidae |
|  |               |
|  | Xylomyidae    |
|  |               |

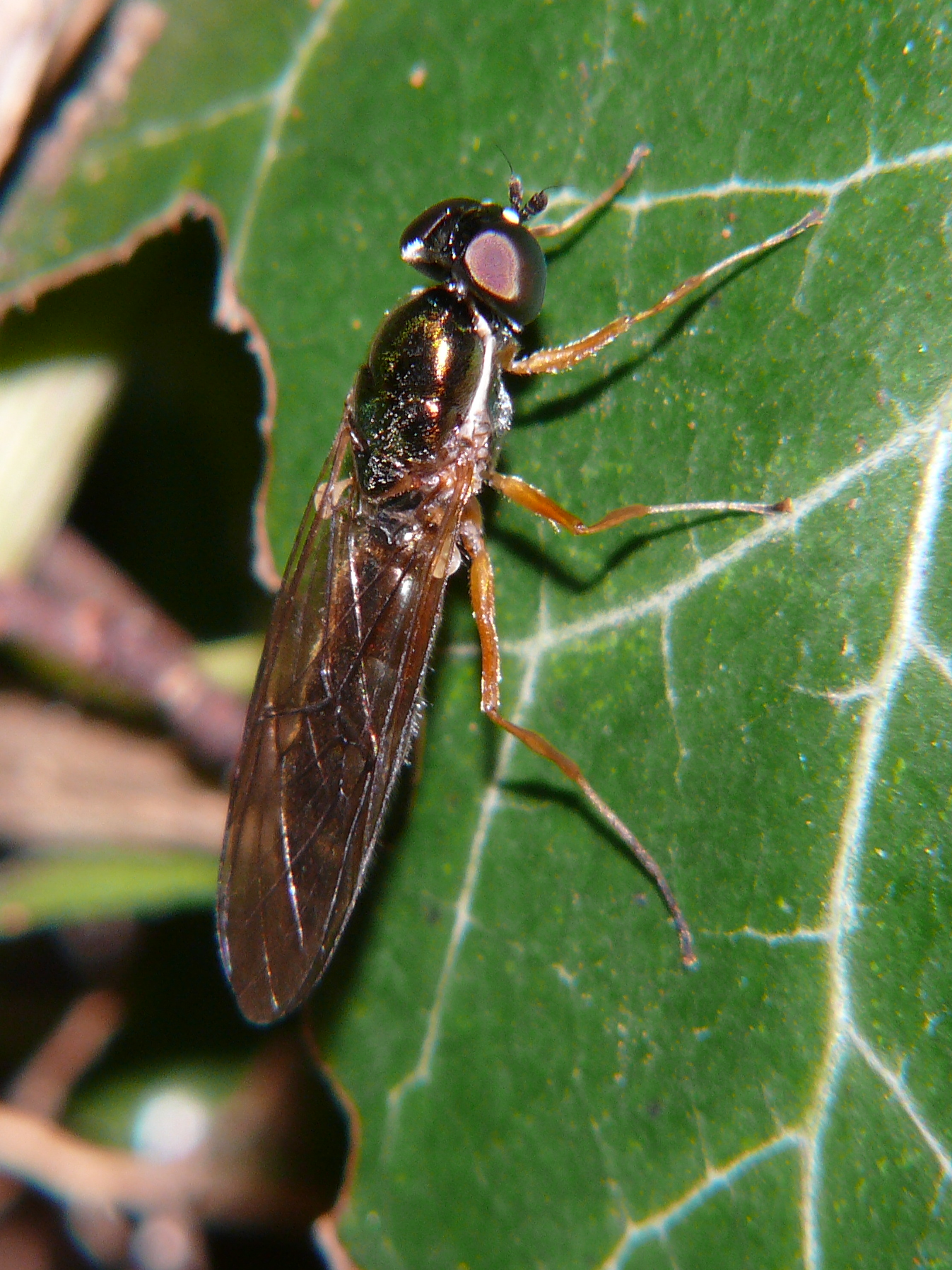
Femmina di Sargus sp.

La famiglia è di dimensioni medio grandi, con circa 2000 specie ripartite in 400 generi. Si suddivide in 12 sottofamiglie, ma si ritiene che la tassonomia della famiglia sia obsoleta e necessiti di adeguate revisioni basate sulle effettive relazioni filogenetiche:
- Antissinae
- Beridinae
- Chiromyzinae
- Chrysochlorininae
- Clitellariinae
- Hermetiinae
- Nemotelinae
- Pachygastrinae
- Parhadrestiinae
- Raphiocerinae
- Sarginae
- Stratiomyinae

Le sottofamiglie più rappresentative, rispettivamente per numero di generi o di specie, sono i Pachygastrinae e gli Stratiomyinae. Le specie fossili conosciute risalgono in gran parte al Cenozoico, tuttavia vi sono reperti datati al Cretaceo superiore, confermando l'antica origine di questa famiglia, nell'ambito dei Brachiceri, risalente al Mesozoico.

## Distribuzione

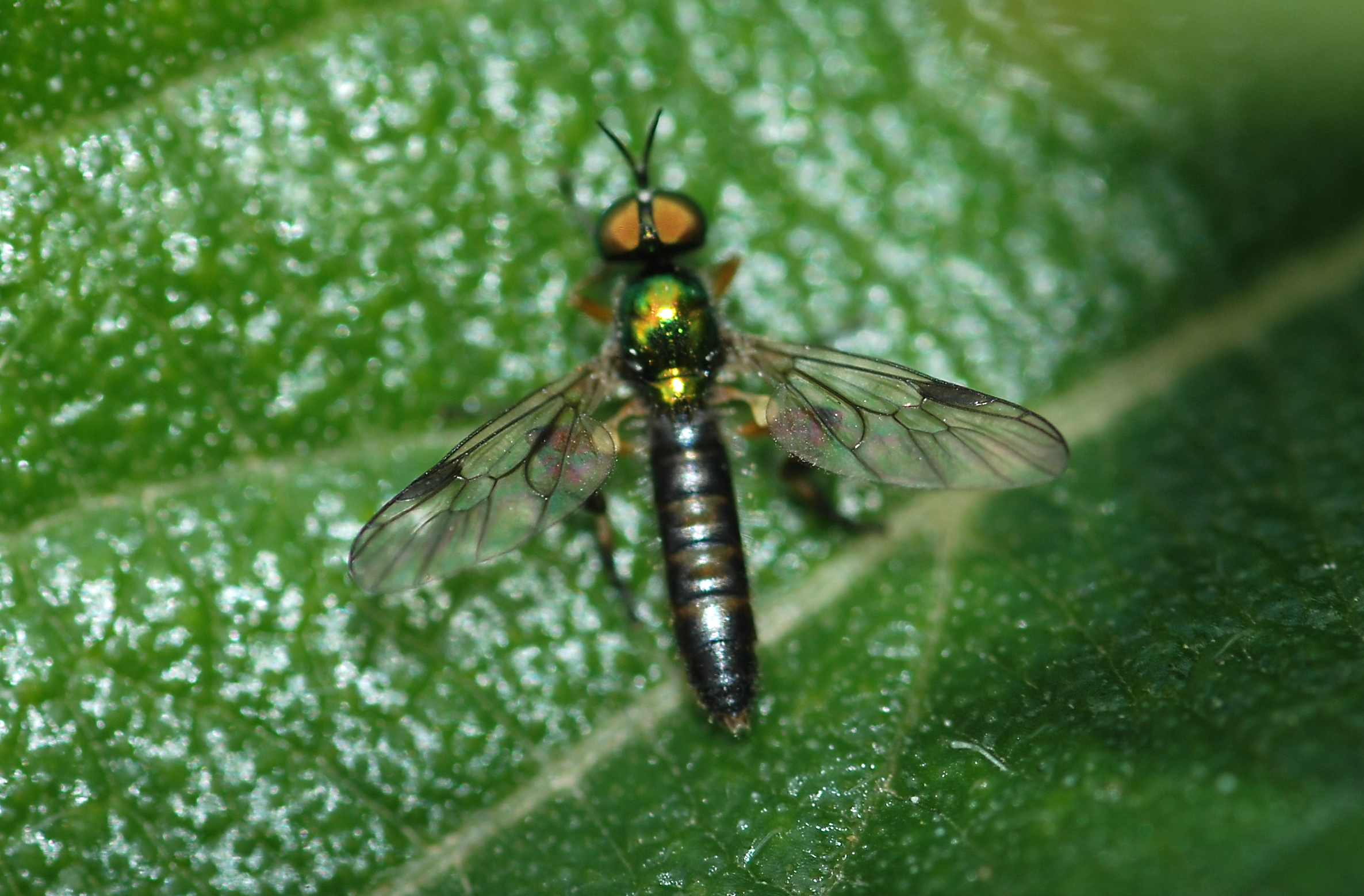
Chorisops sp.

La famiglia, cosmopolita è rappresentata in tutte le regioni zoogeografiche, ma presenta il più alto grado di biodiversità nella regione neotropicale.
In Europa sono presenti circa 140 specie ripartite fra 27 generi e sei sottofamiglie. In Italia sono rappresentate tutte e sei le sottofamiglie europee, per complessive 76 specie, ripartite fra 17 generi:
- Beridae (10 specie):
  - Beris (7)
  - Actina (1)
  - Chorisops (1)
  - Exodontha (1)

- Clitellariinae (2 specie):
  - Adoxomyia (1)
  - Clitellaria (1)
- Hermetiinae (1 specie):
  - Hermetia (1)
- Nemotelinae (17 specie):
  - Nemotelus (12)
  - Lasiopa (5)
- Pachygastrinae (2 specie):
  - Pachygaster (2)[7]
- Sarginae (10 specie):
  - Sargus (6)
  - Chloromyia (2)
  - Microchrysa (2)

- Stratiomyinae (34 specie):
  - Oxycera (15)
  - Odotomyia (10)
  - Stratiomys (8)
  - Oplodontha (1)

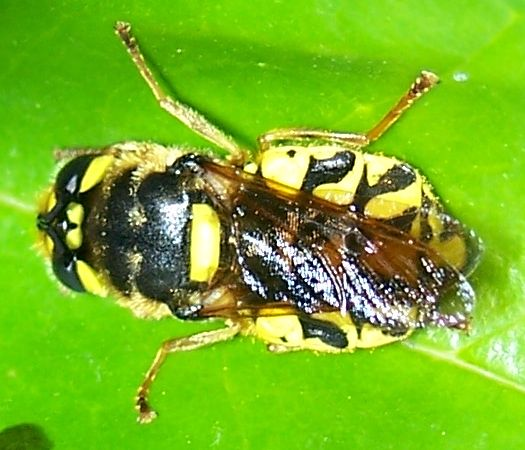
Stratiomys maculosa sp.

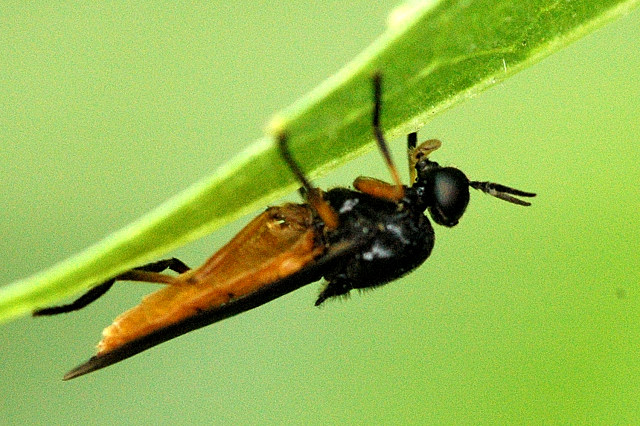
Beris sp.

La specie Hermetia illucens, probabilmente la più importante dal punto di vista dell'Entomologia applicata, è di origine neotropicale ma si è diffusa in tutti i continenti, nonostante abbia un areale frammentato. In Europa è l'unica specie della sottofamiglia Hermetiinae ed è segnalata solo in alcune regioni dell'Europa meridionale (Penisola Iberica, Francia meridionale, Italia, Croazia, Malta), nelle Isole Canarie e in Svizzera. In Italia è stata segnalata per la prima volta nel 1956 da VENTURI. È diffusa in tutto il territorio nazionale, comprese le isole maggiori, ma con un areale frammentato nel sud, probabilmente per carenza di segnalazioni.

## Importanza

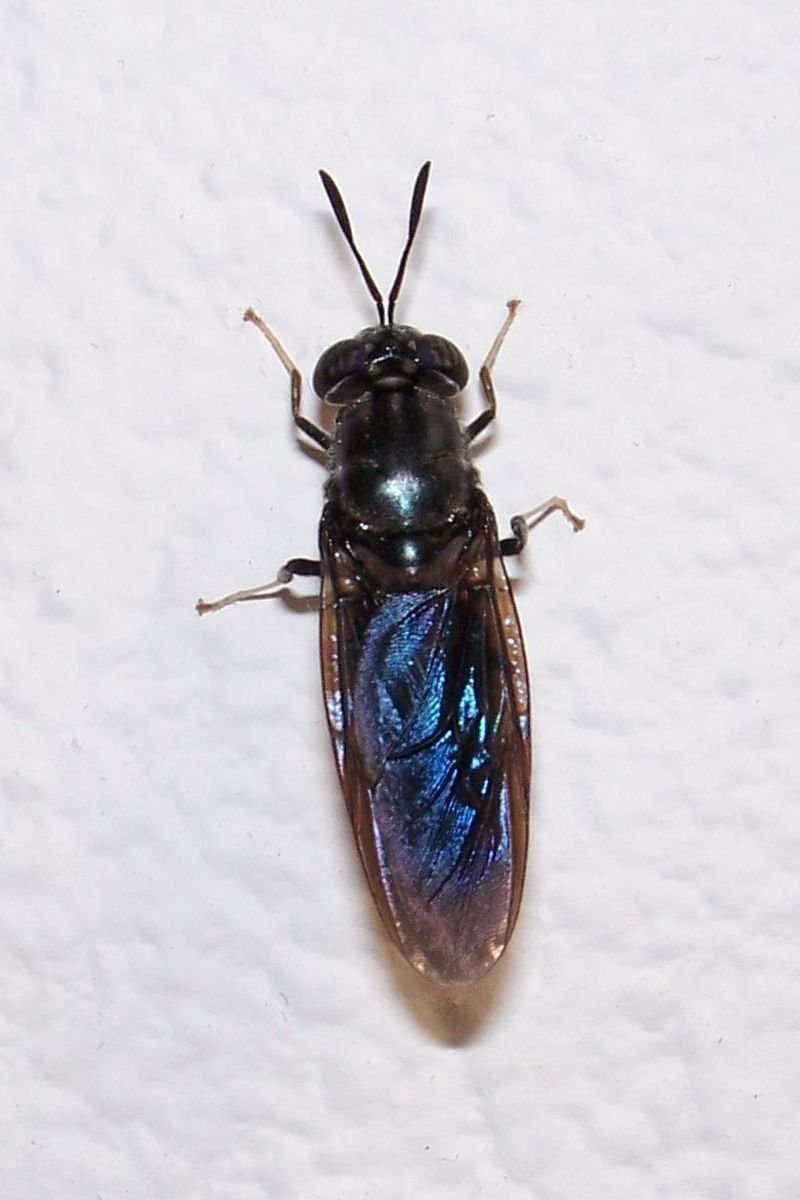
Hermetia illucens

Come la generalità dei ditteri saprofagi, gli stratiomidi sono organismi ecologicamente utili in quanto intervengono nel ciclo del carbonio nelle prime fasi della decomposizione della sostanza organica. Larve di stratiomidi sono spesso presenti nei rifiuti organici sottoposti a compostaggio, nel letame, nei liquami. Le larve acquatiche sono invece importanti come organismi bentonici coinvolti nella rete alimentare degli ecosistemi acquatici e partecipano alla costituzione della base alimentare dell'ittiofauna e dell'avifauna delle zone umide.
In merito alle relazioni con l'uomo, nell'ambito della famiglia va citata in particolare l'utilità, in diversi ambiti, della specie Hermetia illucens, nota negli USA con il nome comune di black soldier fly ("mosca soldato nera"). Le larve di questa specie, di origine americana ma divenuta cosmopolita, sono saprofaghe e si rinvengono in svariati substrati organici in decomposizione, fra cui anche i cadaveri dei vertebrati. La sua biologia è stata ampiamente studiata, per le implicazioni pratiche, e sono ben noti i tempi di sviluppo dei suoi sei stadi larvali. Gli ambiti di applicazione sono differenti e alcuni di questi hanno, sia pure in prospettiva, importanza non trascurabile per i benefici che si potrebbero trarre sotto il punto di vista economico, ambientale, energetico.

### Entomologia forense
Le larve di H. illucens possono essere sfruttate in medicina legale come misuratore cronologico dello stato di decomposizione di un cadavere, al fine di stimare il momento in cui si è verificata la morte di un individuo e ricavare eventuali altre informazioni relative al luogo e alle circostanze del decesso.

### Energie alternative

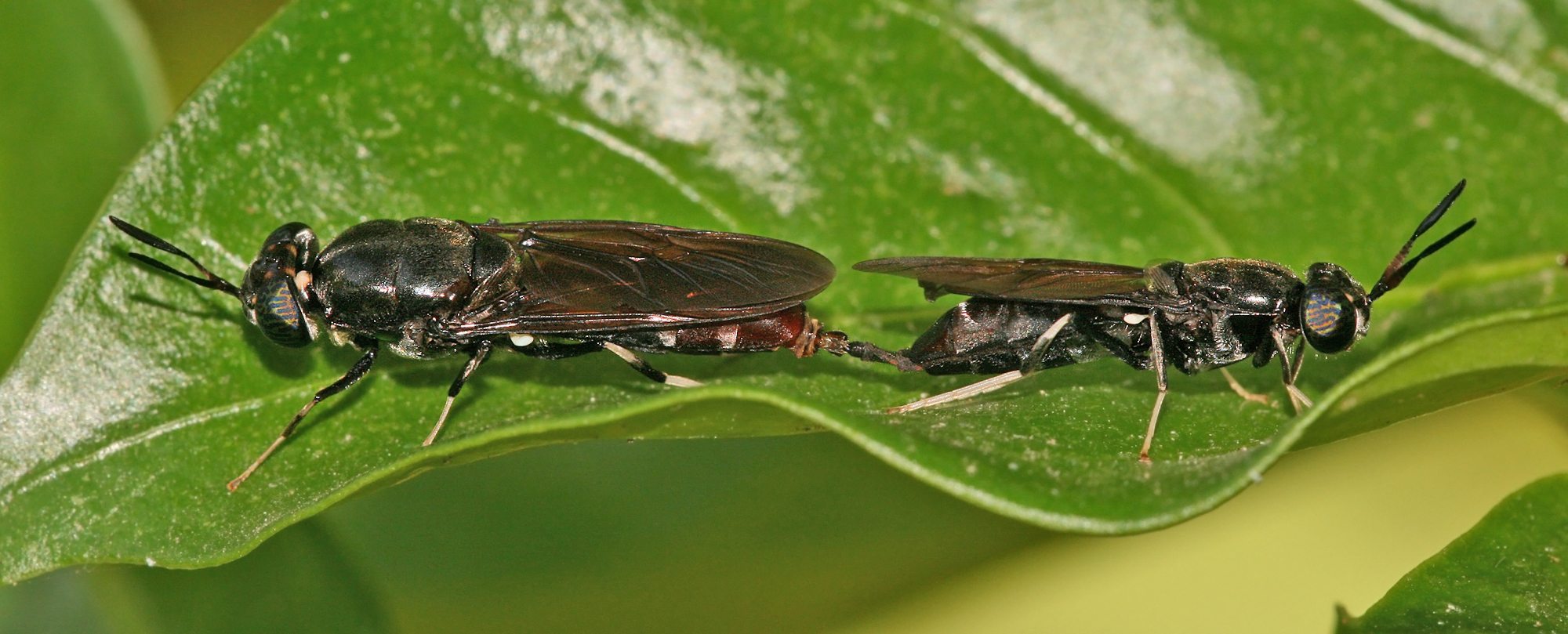
Adulti di H. illucens in accoppiamento.

Nel settore energetico, le larve di H. illucens possono essere sfruttate per la produzione di energia alternativa da biomassa. La tecnologia, messa a punto dalla società americana EcoSystem Corporation, prevede l'impiego delle larve come digestori su biomasse provenienti dagli scarti alimentari e l'estrazione delle riserve lipidiche dalle pupe per la produzione di olio additivo per biodiesel. Un impianto sarebbe in grado di fornire una produzione annua di quasi 1800 hl di olio per ogni ettaro di superficie bioreattiva investita, contro i 3,8 hl annui prodotti da una superficie coltivata a soia.

### Trattamento dei rifiuti organici
L'estrema voracità e il rapido ciclo di sviluppo delle larve di H. illucens possono essere sfruttati anche per lo smaltimento di rifiuti organici ad alto impatto ambientale, come ad esempio i liquami degli allevamenti zootecnici intensivi, i reflui dell'industria agroalimentare, i rifiuti solidi urbani. Negli ultimi anni, la ricerca pubblica e privata ha ideato sistemi di smaltimento e riciclaggio dei reflui e dei rifiuti solidi basati su biodigestori e impianti di compostaggio che sfruttano allevamenti dello stratiomide per ridurre il volume dei rifiuti a costi relativamente bassi. Partendo dalla ricerca effettuata sino ad oggi, puntando alla creazione di un sistema di trattamento dei rifiuti organici su larga scala, BIOCONVERSION ha sviluppato un bioreattore di tipo C.O.R.S. in grado di trattare qualsiasi tipo di rifiuto organico mediante l'utilizzo della fase larvale di H. illucens, anche in zone climatiche estreme.
I benefici derivanti da una tecnologia di trattamento basata sull'allevamento di H. illucens si possono riassumere nei seguenti punti:
- riduzione del volume dei rifiuti, mediamente stimato in un valore del 30-55% in due settimane, secondo le fonti più accreditate;
- abbattimento del carico inquinante dei rifiuti (in termini di azoto, fosforo, sostanza organica) e degli odori;
- facilità di recupero delle pupe grazie alla particolare etologia della specie;
- minore impatto sanitario rispetto ad altri sistemi di digestione basati sull'impiego di ditteri.

Le pupe recuperate e non reimpiegate nel digestore possono essere destinate a cicli produttivi esterni, come ad esempio la produzione di biocarburanti o di mangimi. Il materiale organico trattato può essere destinato all'impiego come fertilizzante e/o al trattamento per la produzione di biogas.
La facilità di recupero delle pupe è un aspetto fondamentale, dal punto di vista tecnico-economico, in quanto non richiede l'impiego di tecnologie di separazione sofisticate. A differenza di altri ditteri, gli stratiomidi si separano spontaneamente dal substrato di crescita allo stadio di prepupa: la larva matura cessa di alimentarsi e passa allo stadio di prepupa migrante abbandonando il sito di crescita per impuparsi in un ambiente più favorevole. Sono perciò sufficienti semplici sistemi di raccolta delle pupe; poiché la fase di pupa dura circa 10 giorni, il materiale può essere raccolto e destinato all'uso previsto prima dello sfarfallamento.
In merito al minore impatto sanitario, va precisato che le possibili obiezioni all'uso di questi sistemi risiedono nella triste fama - associata ai ditteri sensu lato - quali insetti dannosi all'uomo direttamente, come i ditteri ematofagi, o indirettamente, come vettori di agenti patogeni quali ad esempio la mosca domestica, o semplicemente agenti di fastidio, come ad esempio i nematoceri che formano sciami danzanti. In realtà, le tecnologie basate sullo stratiomide presentano diversi vantaggi in virtù dell'etologia di questa specie: l'adulto non forma sciami, perciò non crea, ad esempio, i fastidi associati ai voli dei Chironomi; l'adulto non si alimenta e frequenta i substrati putrescenti solo per l'ovideposizione; rispetto ad altri ditteri è anche meno invasivo in quanto non ha l'abitudine di introdursi nelle abitazioni o altre costruzioni. In definitiva, l'impatto igienico-sanitario è dunque virtualmente nullo se confrontato, ad esempio, con quello della mosca domestica. In letteratura sono citati casi di miasi intestinali in regioni tropicali provocate da larve di H. illucens, ma queste si verificano in circostanze estreme che presuppongono l'ingestione accidentale di larve in alimenti mal conservati. Va infine citato il beneficio derivante dalla competizione alimentare delle larve di H. illucens che, occupando la stessa nicchia ecologica dei ditteri saprofagi vettori di agenti patogeni, ne ostacola la proliferazione riducendone l'impatto igienico-sanitario.

### Stratiomidi dannosi
I casi di effettiva dannosità degli stratiomidi sono decisamente limitati per le abitudini alimentari sia delle larve sia degli adulti. Nella famiglia sono tuttavia presenti alcune specie con larve terricole la cui etologia rientra nel comportamento generale dei ditteri fitosaprofagi. Le specie fitofaghe rientrano nella sottofamiglia dei Chiromyzinae e si sviluppano soprattutto a spese delle radici di Graminacee. Fra gli stratiomidi fitofagi dannosi alle coltivazioni rientra la specie Inopus rubriceps, le cui larve attaccano le radici della canna da zucchero in Australia. I danni causati sono tali da richiedere l'interruzione della coltivazione in atto e l'adozione, a scopo preventivo, di rotazioni colturali a ciclo relativamente lungo.